# Malthodes rhadamantys
Malthodes rhadamantys es una especie de coleóptero de la familia Cantharidae.

## Distribución geográfica
Habita en Creta.